# Équipe de Belgique de football en 2000
Maillots
Chronologie
Saison précédente Saison suivante
L'équipe de Belgique de football participe en 2000 à son quatrième Championnat d'Europe, dont cette édition est organisée conjointement avec les Pays-Bas, et commence les éliminatoires de la Coupe du monde en Corée du Sud et au Japon.

## Objectifs
L'ambition est de faire bonne figure lors de cet Euro 2000 organisé à domicile et l'objectif est au minimum un quart de finale.

## Résumé de la saison
Un an avant l'Euro 2000, que la Belgique co-organise avec les Pays-Bas, Robert Waseige est nommé sélectionneur de l'équipe nationale. Ses premiers résultats rassurent, rendant les joueurs, la presse et les supporters enthousiastes. Les Belges commencent le tournoi par une victoire sur la Suède (2-1), puis s'inclinent contre l'Italie après avoir dominé la rencontre (0-2). La qualification se joue lors du dernier match contre la Turquie, face à laquelle ils peuvent se contenter d'un partage pour accéder aux quarts de finale. Les Diables Rouges concèdent un but juste avant la mi-temps à la suite d'une erreur de leur gardien Filip De Wilde. Les joueurs belges tentent d'égaliser mais encaissent un second but en contre-attaque et sont éliminés de la compétition dès le premier tour, devenant la première équipe d'un pays organisateur à réussir cette contre-performance,.

## Bilan de l'année
L'objectif est un échec et la déception est grande, la Belgique devient le premier pays organisateur à ne pas dépasser la phase de groupes de son propre Championnat d'Europe. Au classement mondial de la FIFA, les Belges pointent à la 27e position.

### Championnat d'Europe 2000

#### Phase de groupes (Groupe B)
| Groupe B |          |     |   |   |   |   |    |    |      |
|          | Équipe   | Pts | J | G | N | P | BP | BC | Diff |
| 1        | Italie   | 9   | 3 | 3 | 0 | 0 | 6  | 2  | +4   |
| 2        | Turquie  | 4   | 3 | 1 | 1 | 1 | 3  | 2  | +1   |
| 3        | Belgique | 3   | 3 | 1 | 0 | 2 | 2  | 5  | -3   |
| 4        | Suède    | 1   | 3 | 0 | 1 | 2 | 2  | 4  | -2   |

| 10 juin 20h45 | Belgique | 2 | 1 | Suède    |
| 11 juin 20h45 | Turquie  | 1 | 2 | Italie   |
| 14 juin 20h45 | Italie   | 2 | 0 | Belgique |
| 15 juin 20h45 | Suède    | 0 | 0 | Turquie  |
| 19 juin 20h45 | Turquie  | 2 | 0 | Belgique |
| 19 juin 20h45 | Italie   | 2 | 1 | Suède    |

### Classement mondial FIFA
| Classement | Équipe            | Score total (déc. 2000) | Points précédents (déc. 1999) | Évolution | Position        |
| ---------- | ----------------- | ----------------------- | ----------------------------- | --------- | --------------- |
| 25         | Écosse            | 613                     | 639                           | -26       | en diminution   |
| 26         | Tunisie           | 611                     | 596                           | +15       | en augmentation |
| 27         | Belgique          | 610                     | 588                           | +22       | en augmentation |
| 28         | Maroc             | 602                     | 615                           | -13       | en diminution   |
| 29         | Trinité-et-Tobago | 600                     | 536                           | +64       | en augmentation |

Source : FIFA.

## Les matchs
| Match amical                                                     | Belgique    | 1 - 1   | Portugal     | Stade du Pays de Charleroi Charleroi, Belgique         |                                                        |
| 23 février 2000 · 20:45 heure locale · Historique des rencontres | Strupar 56e | (0 – 0) | Sá Pinto 81e | Spectateurs : 24 000 Arbitrage : Knud Erik Fisker (en) | Spectateurs : 24 000 Arbitrage : Knud Erik Fisker (en) |
| 23 février 2000 · 20:45 heure locale · Historique des rencontres | Rapport     |         |              | Spectateurs : 24 000 Arbitrage : Knud Erik Fisker (en) | Spectateurs : 24 000 Arbitrage : Knud Erik Fisker (en) |

| Match amical                                                  | Belgique                     | 2 - 2   | Pays-Bas         | Stade Roi Baudouin Laeken, Belgique              |                                                  |
| 29 mars 2000 · 20:00 heure locale · Historique des rencontres | Verheyen 13e · E. Mpenza 25e | (2 – 1) | Kluivert 32e 81e | Spectateurs : 46 400 Arbitrage : Stefano Braschi | Spectateurs : 46 400 Arbitrage : Stefano Braschi |
| 29 mars 2000 · 20:00 heure locale · Historique des rencontres | Rapport                      |         |                  | Spectateurs : 46 400 Arbitrage : Stefano Braschi | Spectateurs : 46 400 Arbitrage : Stefano Braschi |

| Match amical                                                   | Norvège | 0 - 2   | Belgique         | Ullevaal Stadion Oslo, Norvège                     |                                                    |
| 26 avril 2000 · 19:45 heure locale · Historique des rencontres |         | (0 – 0) | Verheyen 55e 90e | Spectateurs : 11 927 Arbitrage : Mike McCurry (en) | Spectateurs : 11 927 Arbitrage : Mike McCurry (en) |
| 26 avril 2000 · 19:45 heure locale · Historique des rencontres | Rapport |         |                  | Spectateurs : 11 927 Arbitrage : Mike McCurry (en) | Spectateurs : 11 927 Arbitrage : Mike McCurry (en) |

| Match amical                                                 | Danemark                             | 2 - 2   | Belgique                          | Parken Stadium Copenhague, Danemark           |                                               |
| 3 juin 2000 · 19:15 heure locale · Historique des rencontres | Tomasson 37e · Schmeichel 61e (pen.) | (1 – 0) | Staelens 53e (pen.) · Wilmots 73e | Spectateurs : 26 993 Arbitrage : Hellmut Krug | Spectateurs : 26 993 Arbitrage : Hellmut Krug |
| 3 juin 2000 · 19:15 heure locale · Historique des rencontres | Rapport                              |         |                                   | Spectateurs : 26 993 Arbitrage : Hellmut Krug | Spectateurs : 26 993 Arbitrage : Hellmut Krug |

| Championnat d'Europe 2000 Premier tour - Groupe B             | Belgique              | 2 - 1   | Suède              | Stade Roi Baudouin Laeken, Belgique          |                                              |
| 10 juin 2000 · 20:45 heure locale · Historique des rencontres | Goor 43e · Mpenza 46e | (1 – 0) | Mjällby 53e        | Spectateurs : 46 700 Arbitrage : Markus Merk | Spectateurs : 46 700 Arbitrage : Markus Merk |
| 10 juin 2000 · 20:45 heure locale · Historique des rencontres |                       | Rapport | Andersson 45e, 81e | Spectateurs : 46 700 Arbitrage : Markus Merk | Spectateurs : 46 700 Arbitrage : Markus Merk |

| Championnat d'Europe 2000 Premier tour - Groupe B             | Italie               | 2 - 0   | Belgique | Stade Roi Baudouin Laeken, Belgique                 |                                                     |
| 14 juin 2000 · 20:45 heure locale · Historique des rencontres | Totti 6e · Fiore 66e | (1 – 0) |          | Spectateurs : 44 500 Arbitrage : José García-Aranda | Spectateurs : 44 500 Arbitrage : José García-Aranda |
| 14 juin 2000 · 20:45 heure locale · Historique des rencontres | Rapport              |         |          | Spectateurs : 44 500 Arbitrage : José García-Aranda | Spectateurs : 44 500 Arbitrage : José García-Aranda |

| Championnat d'Europe 2000 Premier tour - Groupe B             | Turquie             | 2 - 0   | Belgique         | Stade Roi Baudouin Laeken, Belgique                                              |                                                                                  |
| 19 juin 2000 · 20:45 heure locale · Historique des rencontres | Hakan Şükür 45e 70e | (1 – 0) |                  | Spectateurs : 43 000 · Arbitrage : · Kim Milton Nielsen 41e · Günter Benkö 41e · | Spectateurs : 43 000 · Arbitrage : · Kim Milton Nielsen 41e · Günter Benkö 41e · |
| 19 juin 2000 · 20:45 heure locale · Historique des rencontres |                     | Rapport | De Wilde 84e [1] | Spectateurs : 43 000 · Arbitrage : · Kim Milton Nielsen 41e · Günter Benkö 41e · | Spectateurs : 43 000 · Arbitrage : · Kim Milton Nielsen 41e · Günter Benkö 41e · |

1  : Les trois remplacements autorisés ayant tous été effectués, c'est Éric Deflandre qui prit place dans les buts pour les dernières minutes de jeu.
| Match amical                                                  | Bulgarie  | 1 - 3   | Belgique                         | Stade Georgi Asparoukhov Sofia, Bulgarie       |                                                |
| 16 août 2000 · 20:45 heure locale · Historique des rencontres | Iliev 65e | (0 – 2) | Verheyen 16e 60e · E. Mpenza 29e | Spectateurs : 1 500 Arbitrage : Kýros Vassáras | Spectateurs : 1 500 Arbitrage : Kýros Vassáras |
| 16 août 2000 · 20:45 heure locale · Historique des rencontres | Rapport   |         |                                  | Spectateurs : 1 500 Arbitrage : Kýros Vassáras | Spectateurs : 1 500 Arbitrage : Kýros Vassáras |

| Coupe du monde 2002 Éliminatoires - Groupe 6                      | Belgique | 0 - 0   | Croatie | Stade Roi Baudouin Laeken, Belgique               |                                                   |
| 2 septembre 2000 · 20:00 heure locale · Historique des rencontres |          | (0 – 0) |         | Spectateurs : 27 510 Arbitrage : Nikolaï Levnikov | Spectateurs : 27 510 Arbitrage : Nikolaï Levnikov |
| 2 septembre 2000 · 20:00 heure locale · Historique des rencontres | Rapport  |         |         | Spectateurs : 27 510 Arbitrage : Nikolaï Levnikov | Spectateurs : 27 510 Arbitrage : Nikolaï Levnikov |

Note : Première rencontre officielle entre les deux nations.
| Coupe du monde 2002 Éliminatoires - Groupe 6                    | Lettonie | 0 - 4   | Belgique                                             | Skonto Stadion Riga, Lettonie                 |                                               |
| 7 octobre 2000 · 20:15 heure locale · Historique des rencontres |          | (0 – 0) | Wilmots 5e · Peeters 13e · Cavens 82e · Verheyen 90e | Spectateurs : 7 311 Arbitrage : Leslie Irvine | Spectateurs : 7 311 Arbitrage : Leslie Irvine |
| 7 octobre 2000 · 20:15 heure locale · Historique des rencontres | Rapport  |         |                                                      | Spectateurs : 7 311 Arbitrage : Leslie Irvine | Spectateurs : 7 311 Arbitrage : Leslie Irvine |

Note : Première rencontre officielle entre les deux nations.

## Les joueurs
| Joueurs               | Joueurs             | Amical  | Amical | Amical | Amical  | CE 2000 | CE 2000 | CE 2000 | Amical | QCM 2002 | QCM 2002 |
| --------------------- | ------------------- | ------- | ------ | ------ | ------- | ------- | ------- | ------- | ------ | -------- | -------- |
| Gardiens de but       |                     |         |        |        |         |         |         |         |        |          |          |
| Filip De Wilde        | RSC Anderlecht      | 90      | 90     |        | 28e     | 90      | 90      | 84e     |        |          |          |
| Ronny Gaspercic       | CF Extremadura      | r       | r      | 31e    |         |         |         |         |        |          |          |
| Geert De Vlieger      | Willem II Tilburg   |         |        | 31e    | 28e     | r       | r       | r       | 90     | 90       | 90       |
| Frédéric Herpoel      | KAA La Gantoise     |         |        |        | r       | r       | r       | r       | r      | r        |          |
| Yves Van Der Straeten | K Lierse SK         |         |        |        |         |         |         |         |        |          | r        |
| Défenseurs            |                     |         |        |        |         |         |         |         |        |          |          |
| Régis Genaux          | Udinese Calcio      | 90      |        | 70e    |         |         |         |         |        |          |          |
| Lorenzo Staelens      | RSC Anderlecht      | 90      | 90     | 90 42e | 90      | 90      | 90      | 90      |        |          |          |
| Joos Valgaeren        | Roda JC Kerkrade    | 90      |        | 90     | 90      | 90      | 90      | 90      | 90     | 90       | 90       |
| Philippe Léonard      | AS Monaco           | 90 58e  | 90     | 46e    | 46e     | 72e     | r       | r       |        |          |          |
| Jacky Peeters         | Arminia Bielefeld   | r       |        |        | 85e     | 88e     | r       | r       | 46e    | r        | r        |
| Philippe Clement      | Club Bruges KV      | r       | r      | 46e    | r       | r       | r       | r       |        |          |          |
| Éric Van Meir         | K Lierse SK         | r       |        | r      | r       | r       | r       | r       | 90     | 90       | 90       |
| Éric Deflandre        | Club Bruges KV      |         | 90 44e | 70e    | 46e     | 90      | 90      | 90      | 46e    | 90       | 90       |
| Bertrand Crasson      | RSC Anderlecht      |         | 90 59e |        |         |         |         |         |        |          |          |
| Glen De Boeck         | RSC Anderlecht      |         | r      |        |         |         |         |         |        |          |          |
| David Brocken         | RSC Anderlecht      |         | r      |        |         |         |         |         |        |          |          |
| Nico Van Kerckhoven   | Schalke 04          |         |        |        | 46e     | 72e 90e | 46e     | 90      | 90     | 90       | 90       |
| Milieux               |                     |         |        |        |         |         |         |         |        |          |          |
| Gert Verheyen         | Club Bruges KV      | 77e     | 88e    | 90     | 86e     | 88e 65e | 67e     | 63e     | 90     | 90       | 90       |
| Yves Vanderhaeghe     | Excelsior Mouscron  | 90      | 90     | 46e    | 90 78e  | 90      | 90      | 90 44e  | 61e    | 90 87e   | 90       |
| Marc Wilmots          | Schalke 04          | 90 25e  | 87e    |        | 90 64e  | 90      | 90 70e  | 90      | 61e    | 90       | 88e      |
| Bart Goor             | RSC Anderlecht      | 67e     | 90     | 90     | 90      | 90      | 90      | 59e     | 61e    | 88e      | 90       |
| Danny Boffin          | FC Metz             | 67e     | r      | r      |         |         |         |         |        |          | 85e      |
| Stefaan Tanghe        | Excelsior Mouscron  | r       |        |        |         |         |         |         |        |          |          |
| Walter Baseggio       | RSC Anderlecht      |         | r      |        |         |         |         |         | 61e    | r        | r        |
| Johan Walem           | Parma AC            |         |        | 90     | r       | r       | r       | r       | 61e    | r        | 85e      |
| Marc Hendrikx         | KRC Genk            |         |        | 46e    | 46e 73e | r       | 46e     | 59e     | 61e    | 88e      | r        |
| Attaquants            |                     |         |        |        |         |         |         |         |        |          |          |
| Branko Strupar        | Derby County        | 81e 55e | 61e    |        | 62e 59e | 69e     | 58e     | 63e     |        | 61e      |          |
| Gilles De Bilde       | Sheffield Wednesday | 46e 3e  | 61e    | 63e    | 86e     | r       | r       | 79e     | 46e    |          |          |
| Michaël Goossens      | Standard de Liège   | 46e     | 87e    |        |         |         |         |         |        |          | 88e      |
| Toni Brogno           | KVC Westerlo        | 81e     |        | 63e    |         |         |         |         |        |          |          |
| Mbo Mpenza            | Sporting Portugal   | 77e     | 88e    | r      | r       | r       | 67e     | r       | 73e    | 76e      |          |
| Émile Mpenza          | Schalke 04          |         | 90     |        | 85e     | 90      | 90      | 90 63e  | 73e    | 76e      |          |
| Luc Nilis             | PSV Eindhoven       |         |        | 90     | 62e     | 69e 77e | 58e     | 79e     |        |          |          |
| Bob Peeters           | Vitesse Arnhem      |         |        |        |         |         |         |         | 46e    | 61e      | 80e      |
| Jürgen Cavens         | K Lierse SK         |         |        |        |         |         |         |         |        |          | 80e ,    |

Un « r » indique un joueur qui était parmi les remplaçants mais qui n'est pas monté au jeu.
1. 1 2 3 4 5 6 7 8  Dernière sélection officielle pour le joueur.
2. ↑  Première sélection officielle pour le joueur.
3. 1 2  Premier but officiel pour le joueur.

## Aspects socio-économiques

### Couverture médiatique
| Jour de diffusion | Match               | Compétition          | Diffuseur francophone | Diffuseur néerlandophone |
| ----------------- | ------------------- | -------------------- | --------------------- | ------------------------ |
| 23 février 2000   | Belgique - Portugal | Amical               | RTBF                  | VTM                      |
| 29 mars 2000      | Belgique - Pays-Bas | Amical               | RTBF                  | VTM                      |
| 26 avril 2000     | Norvège - Belgique  | Amical               | RTBF                  | VT4                      |
| 3 juin 2000       | Danemark - Belgique | Amical               | RTBF                  | VTM                      |
| 10 juin 2000      | Belgique - Suède    | Championnat d'Europe | RTBF                  | VRT                      |
| 14 juin 2000      | Italie - Belgique   | Championnat d'Europe | RTBF                  | VRT                      |
| 19 juin 2000      | Turquie - Belgique  | Championnat d'Europe | RTBF                  | VRT                      |
| 16 août 2000      | Bulgarie - Belgique | Amical               | RTBF                  | VTM                      |
| 2 septembre 2000  | Belgique - Croatie  | Coupe du monde       | RTBF                  | VTM                      |
| 7 octobre 2000    | Lettonie - Belgique | Coupe du monde       | RTBF                  | VTM                      |

Source : Programme TV dans Gazet van Antwerpen.

## Sources

### Archives
1. ↑  (nl) « Concentra online archief », sur krantenarchief.concentra.be, Mediahuis.

### Statistiques
1. ↑  « CLASSEMENT MASCULIN », sur fifa.com, FIFA, 20 décembre 2000 (consulté le 24 juillet 2021)